# Johanna Izurieta Montesdeoca
Johanna Izurieta Montesdeoca (Guayaquil, Ecuador, 1970) es una activista por los derechos de las mujeres y la igualdad de género, catedrática, escritora y publicista ecuatoriana que se define como mestiza lesbotransfeminista.

## Biografía
Tras ser voluntaria desde joven en varias organizaciones religiosas de cooperación y desarrollo local, estudió Marketing y Publicidad. Ocupa una cátedra en la Universidad Casa Grande, Guayaquil.

### Trayectoria activista
En 2000 quiso implicarse en el cambio político y social impulsado por y para las mujeres en Ecuador. Desde su lesbianismo, comenzó a luchar por la despenalización de la homosexualidad y por el reconocimiento de las parejas de hecho en su país. Intenta que las mujeres ecuatorianas que se identifican con distintas minorías –indígena, afrodescendientes, homosexuales, etc.– y viven realidades diferentes se comprometan con la erradicación de problemas comunes como la violencia de género, la falta de acceso a la tierra o la discriminación. Uno de sus sueños es que una mujer llegue a ser presidenta en Ecuador.

Creo que el reconocernos desde la diferencia, el reconocer nuestra diversidad y lo que cada una de nosotras puede aportar es enormemente enriquecedor y significativo para transformar los cambios que nuestro país necesita.
Johanna Izurieta Montesdeoca

Forma parte del proyecto Avanzadoras de Oxfam Intermón, una iniciativa para empoderar a las mujeres de todo el mundo y lograr la plena participación de las mujeres en los ámbitos de decisión y una mayor intervención en la vida política. También ha participado y acompañado los programas de género y comunicación para la Estrategia de Género de la Cooperación Española en su país.
Pertenece al primer movimiento feminista del Ecuador, Ruptura 25.

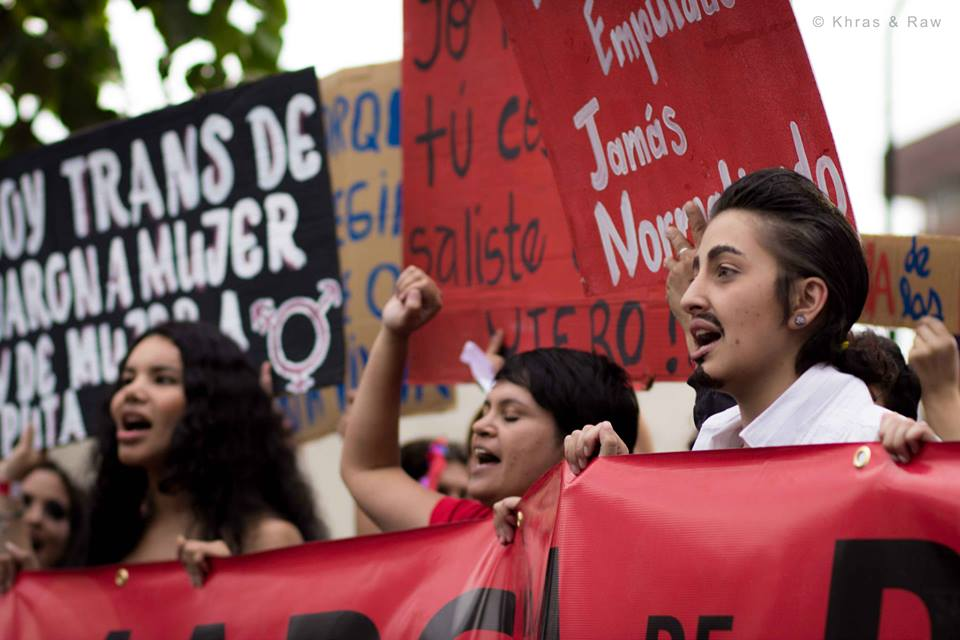
Marcha de las putas en Ecuador, 2014.

Es Coordinadora General de la Fundación Yerbabuena, a la que se incorporó en el año 2000 y que forma parte de la Marcha de las Putas o SlutWalk, una movilización en protesta contra la violencia sexual hacia las mujeres, y pertenece a la Red por los Derechos Sexuales y Reproductivos de las mujeres. Yerbabuena se inicia en 1995 con actividades artísticas, culturales y de capacitación para el desarrollo de las mujeres. Desde 1998 trabaja a favor del empoderamiento económico y fortalecimiento organizativo especialmente de las mujeres rurales que viven situación de vulnerabilidad y exclusión.